# 78-я воздушная истребительная армия ПВО
78-я воздушная истребительная армия ПВО (78-я ВИА ПВО) — оперативное объединение войск ПВО СССР, предназначенное для обеспечения задач противовоздушной обороны самостоятельно и во взаимодействии с другими видами Вооружённых Сил и родами войск (сил) ВС СССР.

## История наименований
- 19-я воздушная истребительная армия ПВО (c 01.02.1946 г.);
- 78-я воздушная истребительная армия ПВО (с 20.02.1949 г.);
- 64-я воздушная истребительная армия ПВО (с 31.10.1949 г.);
- 52-я воздушная истребительная армия ПВО (с 01.02.1952 г.).

## Формирование
Воздушная истребительная армия переформирована в соответствии с решением Верховного главнокомандующего из 19-й воздушной истребительной армии ПВО 20 февраля 1949 года.

## Переформирование
В соответствии с решением Верховного главнокомандующего 78-я воздушная истребительная армия ПВО переименована в 64-ю воздушную истребительную армию ПВО.

## Подчинение
| Объединение          | Период                  |
| -------------------- | ----------------------- |
| Московский район ПВО | 20.02.1949 — 31.10.1949 |

## Командующий
- Генерал-лейтенант авиации Савицкий Евгений Яковлевич, 20.02.1949 — 31.10.1949

## Состав
- 56-й истребительный авиационный корпус ПВО (Ярославль)[2]:
  - 142-я истребительная авиационная дивизия ПВО (с 10.1948, Правдинск, Горький)[2]
  - 94-я истребительная авиационная дивизия ПВО (1949) (с 06.1949, Иваново)[2]
  - 122-я истребительная авиационная Печенгская дивизия ПВО (до 21.07.1949 г., Арктика, Мурманская область), передана в состав ВВС ВМФ;
  - 303-я истребительная авиационная дивизия[2] (Дядьково, Ярославская область).
- 78-й истребительный авиационный корпус ПВО (Брянск)[2]:
  - 15-я гвардейская истребительная авиационная дивизия (Орёл);
  - 98-я гвардейская истребительная авиационная дивизия (Брянск)
  - 324-я истребительная авиационная дивизия (с 08.07.1946 г., Калуга);
  - 328-я истребительная авиационная дивизия (с 08.07.1946 г., Елец);
- 88-й истребительный авиационный корпус ПВО (Москва, Ржев)[2]:
  - 151-я гвардейская истребительная авиационная дивизия ПВО (Клин);
  - 106-я истребительная авиационная дивизия ПВО (Рига, Выползово, Калининская область с 10.1948 г.);
  - 125-я истребительная авиационная дивизия ПВО (Каунас);
  - 144-я истребительная авиационная дивизия ПВО (Барановичи Брестская область).
- 37-й истребительный авиационный корпус ПВО (Моршанск, Тамбовская область)[2]:
  - 18-я истребительная авиационная дивизия ПВО (Кашира);
  - 97-я истребительная авиационная дивизия ПВО (Моршанск, Тамбовская область);

## Базирование
| Период                  | Город  |
| ----------------------- | ------ |
| 20.02.1949 - 31.10.1949 | Москва |